# Taikona matsumurai
Taikona matsumurai is een vlinder uit de familie wespvlinders (Sesiidae), onderfamilie Sesiinae.
Taikona matsumurai is voor het eerst wetenschappelijk beschreven door Arita & Gorbunov in 2001. De soort komt voor in het Oriëntaals gebied.